# Friday (actrice pornographique)
Pour les articles homonymes, voir Friday.
Friday ou encore Linda Friday, née le 14 juillet 1971 à Salem, est une actrice pornographique américaine.

## Biographie
Elle est reconnaissable par son tatouage sur son mont de Vénus, un « F » pour « Fucking ».
Friday se fait des implants mammaires en 2000 (mensuration 38DD-24-35) et devient populaire dans des films MILF.
Friday dira qu'elle fait ce métier pour s'acheter une maison.
Elle s'est mariée plusieurs fois et elle a un enfant.
Elle apparait dans The Jenny Jones Show (en) et, sous le nom d'Elizea, Blind Date ; elle a également participé à l'émission télévisée Friend or Foe? (en), toujours en se faisant appeler Elizea.

## Récompenses
- 2003 AVN Award : Meilleure scène de groupe pour Fashionistas (2002) (avec Taylor St. Clair, Sharon Wild & Rocco Siffredi)
- 2003 XRCO Award : Meilleure scène de groupe pour Fashionistas (2002)

## Filmographie sélective
1. Big MILF Juggs 2 (2008)
2. Blown Away (2008)
3. Dirty 30's 6 (2008)
4. Horny Trailer Park Mothers 3 (2008)
5. Interracial MILF Orgy (2008)
6. Lex on Blondes 4 (2008)
7. Mayhem Explosions 8 (2008)
8. My Friend's Hot Mom 14 (2008)
9. Revenge of the MILFs (2008)
10. Rico's Bangin' Yo Mama (2008)
11. Slutty White MILF Neighbors (2008)
12. Juggernauts 8 (2007)
13. House on Hooter Hill (2007)
14. The Breastford Wives (2007)
15. Ahh Shit! White Mama 4 (2007)
16. Big Titty MILFS 4 (2007)
17. Big Titty Moms (2007)
18. Call Girl Confidential (2007)
19. Cheating Housewives 5 (2007)
20. I Wanna Cum Inside Your Mom 11 (2007)
21. M.I.L.F. Internal 2 (2007)
22. MILF Invaders 2 (2007)
23. MILF Worship 4 (2007)
24. Mini Van Moms 5 (2007)
25. POV Casting Couch 16 (2007)
26. Rich Ass MILFs (2007)
27. Seasoned Players 2 (2007)
28. She Likes It Black! 3 (2007)
29. The Da Vinci Coed (2007)
30. Throated 10 (2007)
31. White Chicks Gettin' Black Balled 22 (2007)